# Leptophryne
Leptophryne é um pequeno gênero de sapos da família Bufonidae, com somente duas espécies que podem ser encontradas no Sudeste Asiático e na Península da Tailândia e da Malásia.

## Espécies
| Nome Binomial e Autor                 | Nome Comum |
| ------------------------------------- | ---------- |
| Leptophryne borbonica (Tschudi, 1838) |            |
| Leptophryne cruentata (Tschudi, 1838) |            |